# 10-gruppen

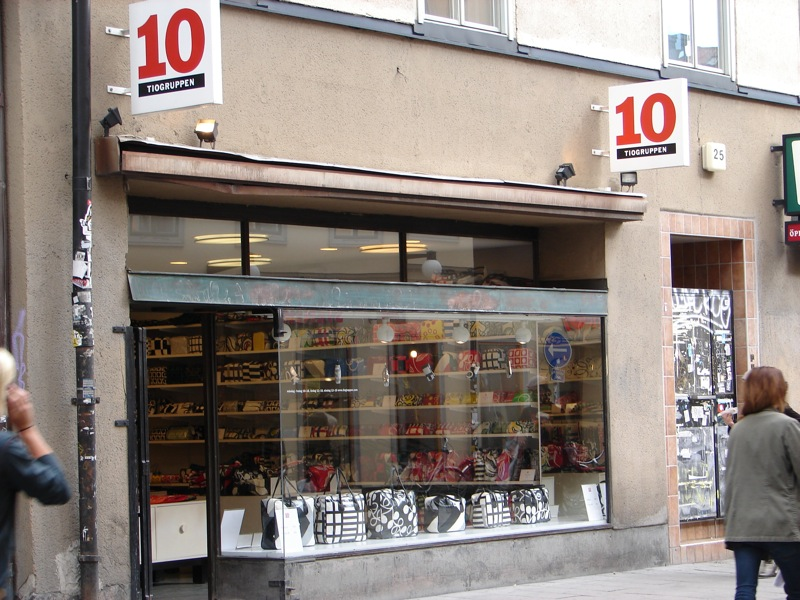
Affären på Götgatan i Stockholm

"10-gruppen" kan också avse G10, en mellanstatlig ekonomisk grupp. För fotokollektivet, se Tio fotografer.
10-gruppen var en svensk formgivargrupp grundad 1970 i Stockholm av tio textilformgivare.

## Historik
Gruppen grundades 1970 av tio svenska textilformgivare. Företaget drevs fram till 2015 av de tre ursprungliga medlemmarna Birgitta Hahn, Tom Hedqvist och Ingela Håkansson-Lamm, då det såldes till Ikea. Övriga medlemmar var Inez Svensson, Britt-Marie Christoffersson, Lotta Hagerman, Gunila Axén, Susanne Grundell, Carl Johan De Geer och Tage Möller.
10-gruppens egen butik på Götgatan i Stockholm stängde den 28 februari 2015, men en ny butik kan komma att öppna inom det planerade Ikea-museet i Älmhult. Förutom försäljning i egen butik hade 10-gruppen återförsäljare och distributörer runt om i Sverige, Europa, Asien och USA.

## Inriktning
Vid starten 1970 avvek 10-gruppens alster kraftigt från den svenska normen på området, som utgjordes av diskreta mönster. De arbetade istället med färgsprakande och iögonenfallande textilmönster, och det de tog fram betraktades inledningsvis som provocerande och osäljbart. 10-gruppens mönster sägs hämta inspiration bland annat från måleri, arkitektur och äldre svensk folkkonst. Genom åren har 10-gruppen bland annat ställt ut i New York, Tokyo, Paris och Berlin.